# Verdronken bos

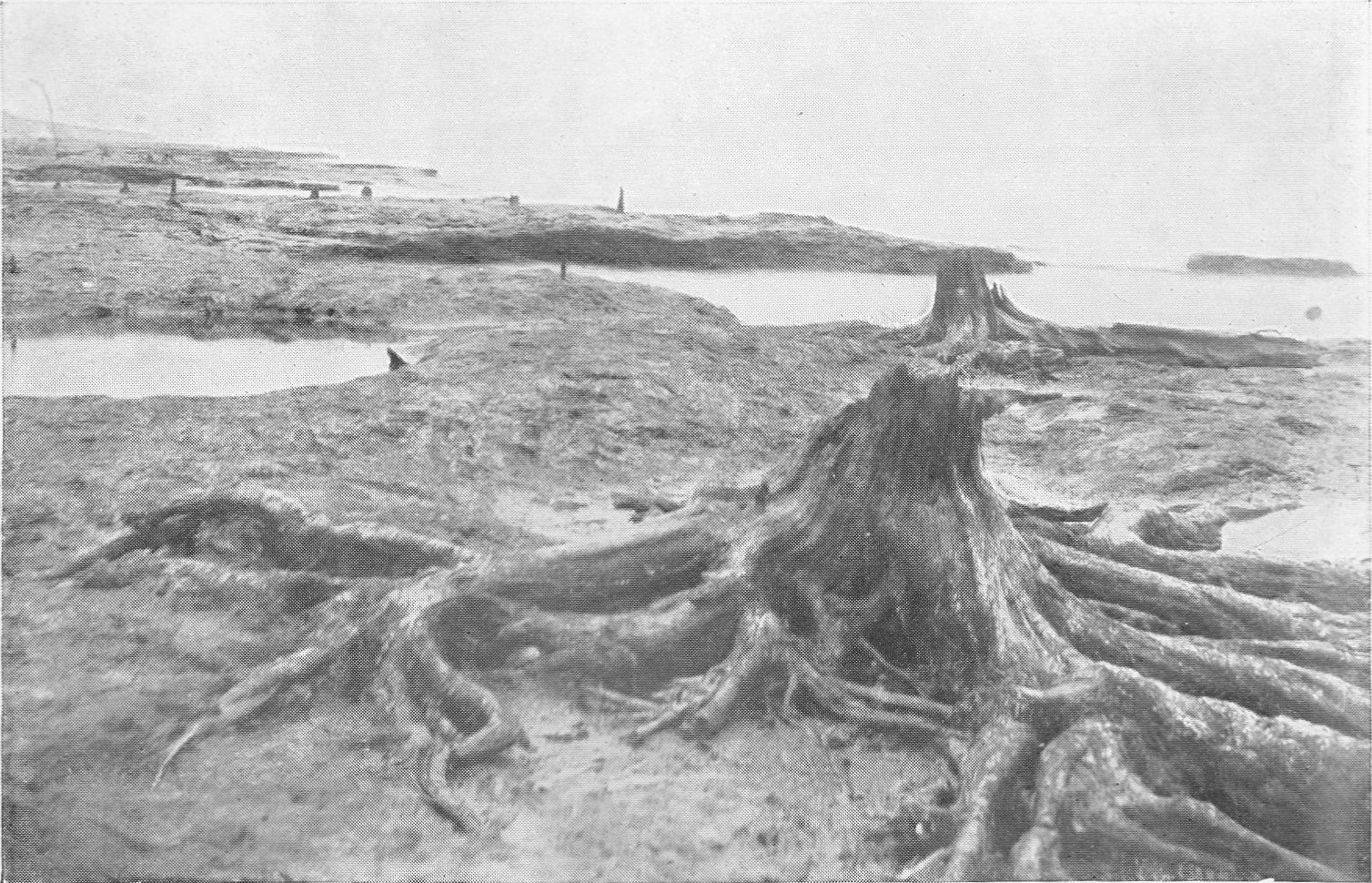
Stobben van een verdronken bos bij Dove Point aan de kust van Cheshire, Engeland

Een verdronken bos is een bos dat door een verhoogde waterspiegel of een overstroming onder water is komen te staan. Als de bomen langdurig in het water staan dan sterven de bomen in de regel af. Soms worden de stobben (het wortelstelsel en de basis van de stam) met sediment bedekt en blijven als fossiel bewaard. Verdwijnt later het sediment waaronder de restanten van het bos begraven liggen door natuurlijke oorzaak of door menselijke activiteit dan komen de stobben weer vrij. Als er veel van dergelijke stobben bij elkaar gevonden worden dan spreekt men van een 'verdronken bos'.